# شريط مجزع

الشريط المُجَزَّع أو الشريط المخطط أو شريط مخطط بالابيض والاسود او شريط زِبرة أو (نقحرة: زيبرا) (بالإنكليزية: Zebra print ribbon) هو شريط التوعية للأمراض والسرطانات غير الشائعة أو النادرة بما في ذلك على سبيل المثال لا الحصر أورام الغدد الصم العصبية والسرطان السرطاني ومتلازمات إهلرز دانلوس ومرض ويبل والتوعية بالأمراض النادرة الأخرى والسرطانات والاضطرابات. تم استخدام الوان الحمار الوحشي الابيض والاسود كرمز للأمراض النادرة منذ عام 1940 تقريبًا.
استخدم الدكتور ثيودور وودوارد ، الأستاذ في كلية الطب بجامعة ميريلاند  هذا المصطلح لتعليم الطلاب أساسيات تشخيص المرض: عند النظر إلى أعراض المريض، فمن الأفضل افتراض أنه مرض شائع، وليس مرضًا شائعًا. نادر – حصان وليس حمار وحشي.  يُقام اليوم الوطني للأمراض النادرة في 29 فبراير، ولكن يتم رفعه يومًا واحدًا في السنوات غير الكبيسة. أطلقت المنظمة الأوروبية للأمراض النادرة هذا اليوم وهو الآن معترف به في جميع أنحاء العالم. رمز التوعية بالأمراض النادرة هو شريط مخطط بالأبيض والأسود. 
في الولايات المتحدة، تسلط المنظمة الوطنية للاضطرابات النادرة الضوء على الأمراض النادرة، حيث تدرج وتحدد أكثر من 1200 مرض نادر تندرج تحت شريط التوعية الخاص بالحمار الوحشي.  واحدة من أندر الأمراض في القائمة هي أورام الغدد الصم العصبية . تم إعطاء هذا التشخيص لـ 2٪ فقط من حالات السرطان في الولايات المتحدة. يمكن أن يظل هذا السرطان دون تشخيص لفترة طويلة بسبب صعوبة اكتشافه وتشخيصه.  مرض ويبل وهو مرض نادر آخر في القائمة، هو عدوى بكتيرية غالبًا ما يتم الخلط بينها وبين أمراض أخرى، مما يتطلب أخذ خزعة من المعدة أو الاثني عشر بحثًا عن بكتيريا Tropheryma Whipplei.  يُستخدم شريط الحمار الوحشي أيضًا للتوعية بمتلازمات إهلرز-دانلوس ، وهي مجموعة من أمراض النسيج الضام الوراثية. 

## يوم الأمراض النادرة
انتشر الشريط المجزع للتوعية في يوم الأمراض النادرة المعروف أيضًا باسم يوم التوعية بالأمراض النادرة، والذي بدأ في عام 2008.   تم اختيار تاريخ 29 فبراير لأنه "يوم نادر( بسبب السنة الكبيسة).  في السنوات التي ليست سنة كبيسة، يُقام يوم الأمراض النادرة في 28 فبراير 

## أنظر أيضا
- قائمة شرائط التوعية
- يوم الأمراض النادرة
- الأمراض النادرة